# Рея Рипли
Де́ми Бе́ннетт (англ. Demi Bennett; род. 11 октября 1996, Аделаида) — австралийская женщина-рестлер. В настоящее время выступает в WWE на бренде Raw под псевдонимом Ре́я Ри́пли (англ. Rhea Ripley).
Она была первой чемпионкой NXT UK среди женщин, бывшей чемпионкой NXT среди женщин, чемпионкой Raw среди женщин и командной чемпионкой WWE среди женщин, что делает её единственным человеком, обладавшим всеми четырьмя титулами, а также первой женщиной-чемпионкой из Австралии в истории WWE.
После выступлений на независимой сцене с 2013 года выступая под своим настоящим именем, в 2017 году Рипли присоединилась к WWE в рамках первого турнира Mae Young Classic. После выхода в полуфинал турнира 2018 года она вошла в первоначальный ростер NXT UK, став первой чемпионкой среди женщин в августе 2018 года. После работы на бренде NXT с 2019 по 2021 год, в ходе которого она выиграла титул чемпиона NXT среди женщин и стала первой участницей бренда, защищавшей свой титул на WrestleMania, флагманском шоу от WWE, позже перешла на Raw, быстро выиграв титул чемпиона Raw среди женщин на WrestleMania 37. Она также стала победительницей женского матча «Королевская битва» 2023 года, став четвёртым рестлером после Шона Майклза, Криса Бенуа и Эджа и первой женщиной, выигравшей матч, выйдя на него под первым номером и установив рекорд за самое долгое пребывание на ринге в женском матче Royal Rumble — 1:01:08

## Карьера в рестлинге

### Независимая сцена (2013—2017)
Беннетт начала работать в Riot City Wrestling в 2013 году. Она провела несколько лет в промоушене, где стала двукратной чемпионкой RCW среди женщин. Дебют Беннетт в New Horizon Pro Wrestling состоялся 24 мая 2014 года во время премьерного вечера шоу Global Conflict, где она стала участницей турнира «Глобальный конфликт». В первом раунде турнира её выбила Мерседес Мартинез. Она вернулась во второй вечер Global Conflict, участвуя в четырёхстороннем матче смешанных команд в паре с Гарри Шмидтом. Шесть месяцев спустя Беннетт вернулась и приняла участие в открытии Final Chapter, участвуя в четырёхстороннем матче против Мэдисон Иглз, Иви и Сарайи Найт за вакантное чемпионство IndyGurlz Австралии. Однако Беннетт не выиграла титул.
14 июня 2014 года на шоу MCW New Horizons, Беннетт дебютировала в промоушене Melbourne City Wrestling, где она защитила женский титул RCW в трёхстороннем матче против Саванны Саммерс и Тони Шторм. 9 августа на шоу MCW Clash of the Titans Беннетт победила Майами, вновь защитив свой титул. На шоу MCW Fight For A Cause она продолжила свою третьей подряд победную серию, победив Саванну Саммерс.
22 апреля 2017 года в своём последнем матче в стенах RCW на RCW Strength, Беннетт успешно защитила женский титул против Келлианны.

### WWE

#### Mae Young Classic (2017—2018)
В августе 2017 года Беннетт подписала контракт с WWE. И на официальном сайте было объявлено, что она будет участвовать в первом женском турнире Mae Young Classic под новым именем Рея Рипли. В первом раунде турнира Рипли победила Миранду Салинас, но во втором проиграла Дакоте Кай.
25 октября 2017 года Рипли дебютировала на еженедельном шоу NXT, приняв участие в баттл-роялле матче за претендентство на вакантное женское чемпионство NXT которое состоится на pay-per-view NXT TakeOver: WarGames, но в баттл-роялле победила Никки Кросс.
Обладая новым образом, Рипли выступила в нём на турнире Mae Young Classic 2018 года, демонстрируя своё агрессивное и неуважительное отношение к соперницам и позиционируя себя как хил; в своём новом образе в первых трёх матчах турнира, Рипли одержав победу над Эм Джей Дженкис, Кейси Катандзаро и Тиган Нокс, но в полуфинале турнира проиграла Ио Сирай.

#### Первая чемпионка NXT UK среди женщин (2018—2019)
После турнира Мэй Янг Классик 2018 года, Рипли стала частью бренда NXT в Великобритании в рамках премьеры вновь созданного филиала шоу NXT в Великобритании.
Во время телевизионных съёмок шоу в августе (которые транслировались в течение всего ноября) Рипли приняла участие в турнире из восьми женщин, чтобы определить первую чемпионку Соединённого Королевства NXT. Победив Зиу Бруксайд в первом раунде, Дакоту Кай в полуфинале и Тони Шторм в финале турнира, став первой чемпионкой британского бренда NXT среди женщин. Эта победа сделала Рипли первой женщиной-чемпионкой из Австралии в истории WWE и вторым австралийским чемпионом в целом после Бадди Мёрфи. В октябре Рипли участвовала в тёмном матче пре-шоу первого в истории женского pay-per-view шоу, Эволюция (Evolution 2018), где она успешно защитила свой титул от Дакоты Кай в тёмном матче (из-за того, что турнир ещё не вышел в эфир в то время, она ещё не была признана на экране чемпионом). На протяжении всего своего чемпионского рейна Рипли продолжала отбиваться от претенденток за титул, таких как Айла Дон и Деонна Пурраццо.
12 января 2019 года на NXT UK TakeOver: Blackpool Рипли проиграла свой титул Тони Шторм, завершив свой чемпионский рейн в 139 дней и потерпев своё первое поражение на британском бренде. На шоу Royal Rumble 2019 она впервые появилась в основном ростере, войдя в женский Royal Rumble матч под номером 24 и выкинув Кейси Катандзаро, Дану Брук и Зелину Вегу, но позже была выкинута Бейли. После этого на протяжении всего 2019 года Рипли продолжала враждовать с дебютирующей Пайпер Нивен, над которой одна из них была самой доминирующей женщиной в ростере NXT UK. 15 июня (в эфир вышел 3 июля) они сошлись в матче, где Нивен победила Рипли, что стало вторым и последним одиночным поражением для Рипли на британском бренде NXT. Свой матч-реванш с Найвен, Рипли выиграет 31 августа (в эфир вышел 4 сентября); но в итоге они объединились команду после того, как Рипли спасла Найвен от нападения Джаззи Габерт и Джинни, в котором они победили их в командном матче прошедшего 4 октября, тем самым ознаменовав конец сюжетной линии между ними. Так и не получив матч-реванш за титул чемпиона NXT Соединённого Королевства среди женщин, свой последний матч на британском бренде NXT, Рипли провела в Великобритании на эпизоде записанного 5 октября 2019 года, победив Нину Сэмюэлс в тёмном матче.

#### Чемпионка NXT среди женщин (2019—2020)
28 августа 2019 года Рипли совершила неожиданное возвращение на бренд NXT, прервав промо на тот момент действующей чемпионки бренда Шейны Бэзлер. Выхватив у неё микрофон, она сказала, что Бэзлер, возможно, победила всех на NXT, но она не побеждала её, ознаменовав о начале вражды между ними; что также она в глазах публики стала фейсом.
Параллельно с её враждой против Бэзлер, на эпизоде SmackDown от 1 ноября, она и Тиган Нокс были одними из многих рестлеров NXT, которые ворвались на шоу, бросив вызов Мэнди Роуз и Соне Девилль в командном матче, в котором они вышли победителями. Позже в ту же ночь Рипли присоединилась к Трипл Эйчу и остальной части ростера NXT, тем самым объявив войну брендам Raw, и SmackDown, и поклялись выиграть её на шоу Survivor Series. В рамках продолжения сюжетной линии она победила Шарлотту Флэр из Raw и Сашу Бэнкс из SmackDown в матче по правилам тройной угрозой на эпизоде SmackDown 22 ноября.
На NXT TakeOver: WarGames Рипли возглавила свою команду в первом в истории женском матче по правилам WarGames против команды Бэзлер (Бэзлер, Ио Сирай, Бьянка Белэйр и чемпионка NXT Соединённого Королевства Кэй Ли Рэй); несмотря на то, что партнёр по команде Дакота Кай предала и атаковала Тиган Нокс ещё до того, как они вошли в матч, оставив Рипли и Кэндис Ли Рей де-факто в гандикап матче два на четыре, Кэндис и Рипли одержали победу для своей команды, удержав Бэзлер.
В следующую ночь на шоу Survivor Series 2019, Рипли была в составе команды бренда NXT (Рея Рипли, Бьянка Белэйр, Кэндис ЛиРэй, Ио Сирай и Тони Шторм), которая победила команду бренда Raw (Шарлотт Флэр, Наталья, Аска, Кайри Сейн и Сара Логан) и команду SmackDown (Саша Бэнкс, Кармелла, Дана Брук, Лэйси Эванс и Никки Кросс), и лидером своей команды в женском матче 5-на-5-на-5 на выбывание, в котором её команда победила после того, как она последняя выбила капитана команды SmackDown Сашу Бэнкс, она, ЛиРей и Ио Сирай остались выжившими.
18 декабря на эпизоде NXT Рипли победила Бэзлер, выиграв у неё Чемпионство NXT среди женщин. Это сделало её первым человеком, который выиграл оба титула компании чемпионство NXT среди женщин и чемпионство Соединённого королевства NXT среди женщин. Затем 25 января 2020 года, она успешно защитила титул против Тони Шторма на шоу WWE NXT Worlds Collide.
3 февраля 2020 года Рипли неожиданно появилась на эпизоде Raw, столкнувшись с победительницей Royal Rumble Шарлоттой Флэр. И предложила ей использовать свою возможность, чтобы Флер бросила ей вызов за титул женской чемпионки NXT на WrestleMania 36. И чтобы дать свой ответ, она появилась в следующем эпизоде NXT, но была прервана Бьянкой Белэйр, как будущим претендентом на титул Рипли, который пройдёт на NXT TakeOver: Portland, так и самой Рипли, причём в итоге они обе объединились дабы вместе избивать Флер. На самом вышеупомянутом шоу, Рипли успешно защитила свой титул от Белэйр, и после матча она была атакована Флер, которая приняла её вызов.
5 апреля на втором дне Рестлмании 36 в подготовительном центре WWE, Рипли проиграла титул женской чемпионки NXT Флэр. На следующий день после Рестлмании WWE Рипли объявила, что возьмёт перерыв в WWE для того чтобы вернуться в Австралию и решить проблемы с визой. После месячного перерыва, 6 мая она вернулась на эпизод NXT атаковав Флэр, в матче за Чемпионство NXT среди женщин против Ио Шираи последняя победив по дисквалификации. После чего было показано закулисное интервью с Рипли и Ширай, где они начали спорить и в конце концов начали друг друга избивать, но их всё же разняли официальные лица. 7 июня на шоу NXT TakeOver: In Your House в матче тройной угрозой за Чемпионство NXT среди женщин Рипли и Флер проиграли Ио Шираи. 1 июля в эпизоде NXT The Great American Bash Рипли победила Алию и Роберта Стоуна в гандикап-матче 1 на 2 по болевому. 18 ноября на эпизоде NXT Рипли бросила вызов Ширай за Чемпионство NXT среди женщин, но проиграла. 2 декабря на эпизоде NXT Рипли была объявлена членом команды Шотзи Блэкхарт для второго в истории женского матча WarGames.
6 января 2021 года, на шоу NXT: New Year’s Evil, в своём последнем матче в стенах NXT, Рипли выступала против Ракель Гонсалес в женском матче по правилам последняя стоящая на ногах, в котором она проиграла. На Royal Rumble Рипли участвовала в своём втором женском Royal Rumble матче, выйдя под номером 14, выбив 7 соперниц и стала одной из двух последних участниц в матче, прежде чем её выбила победительница рамбла Бьянка Белэйр.

#### Чемпионка RAW среди женщин (2021—2022)
22 февраля 2021 года на эпизоде Raw был показан видеоролик, рекламирующий переход Рипли на бренд. 22 марта на эпизоде Raw Рипли дебютировала в основном ростере, бросив вызов Аске в матче за Чемпионство WWE Raw среди женщин на WrestleMania 37. Аска приняла вызов Рипли, и матч был запланирован на 2-ю ночь Рестлмании 11 апреля. На Wrestlemania 37 она победила Аску, выиграв Чемпионство WWE Raw среди женщин. На эпизоде Raw после Рестлмании Рипли должна была защищать титул в матче-реванше против Аски. Матч закончился безрезультатно после вмешательства Шарлотты Флэр, которая атаковала как Аску, так и Рипли. В эпизоде 3 мая был запланирован ещё один матч-реванш между Рипли и Аской за женский чемпионат Raw для WrestleMania Backlash. Тем не менее, официальный представитель WWE Соня Девилль добавила интриги в матч за чемпионство, сделав его матчем тройной угрозы. Рипли успешно сохранила свой титул на этом шоу, удержав Аску. Затем на Hell in a Cell был запланирован матч между Рипли и Флер, в котором Флер победила Рипли по дисквалификации, таким образом, Рипли сохранила свой титул. На Money in the Bank, Рипли уступила титул Флэру в другом матче-реванше, окончив её рейн в 98 дней. На Саммерсламе Рипли не смогла вернуть себе титул Raw среди женщин в матче тройной угрозой против чемпионки Никки Э. Ш. и Флэр. В последующие недели Рипли объединилась с Э.Ш. в команду. 20 сентября на эпизоде Raw они выиграли Командное чемпионство WWE среди женщин, победив Наталью и Тамину. Титулы Никки и Рипли проиграли в первой же защите на RAW 22 ноября Кармелле и Королеве Зелине, вместе с которыми за день до того Рипли приняла участие в традиционном матче «Survivor Series» по классическим правилам 5х5. Никки и Рипли продолжили выступления в командном дивизионе, Рипли обменялась победами в матчах с Королевой Зелиной в декабре на RAW, но матч-реванш, состоявшийся на RAW 3 января, завершился неудачей. После этого Никки напала на Рипли, обвинив её во всех провалах и совершив хил-тёрн.
На Royal Rumble 2022 Рипли приняла участие в женской королевской битве под номером 16 и элиминировала из него обеих командных чемпионок. В матче Рипли продержалась более получаса, попала в финальную четвёрку, но была элиминирована Шарлотт Флэр. В противостоянии с Никки Кросс Рипли одержала пару побед на RAW, а на Elimination Chamber 2022 она приняла участие в титульном матче в клетке, однако победить не смогла. Дорогу к WrestleMania 38 Рипли повела в командном дивизионе, объединившись с Лив Морган. Они начали борьбу за женские командные титулы, но выступали с переменным успехом, среди прочего проиграв Наталье и Шейне Баслер. За неделю до WrestleMania 38 Рипли приняла участие в четырёхстороннем матче, где каждая участница представляла команду, претендующую на титулы. В этом матче победу одержала Саша Бэнкс. На RAW перед WrestleMania Рипли и Морган вместе Сашей Бэнкс и Наоми одержали победу в матче 4х4, одолев четырёх рестлерш из двух других команд-участниц титульного матча. На главном шоу года WrestleMania 38 Рипли и Морган одержать победу не смогли, титулы выиграли Саша Бэнкс и Наоми.

#### Судный день и «MAMI» (2022—2023)
Рипли и Морган остались в командном дивизионе, но потерпели серию неудач, в том числе в матче за командные титулы на RAW 18 апреля. Это привело к тому, что теперь уже сама Рипли напала на Морган после очередной неудачи, перейдя в отрицательные персонажи. Для самой Рипли началась новая глава в карьере, когда она на WrestleMania Backlash (2022) вмешалась в матч Эджа и Эй Джей Стайлза, что привело к победе Эджа, а затем она присоединилась к его к группировке «Судный день». На шоу Hell in a Cell (2022) Рипли вместе с Эджем и Дамианом Пристом приняла участие в матче 3х3, в котором их группировка победила Стайлза, Финна Балора и Морган. 6 июня на RAW Рипли заработала право на титульный матч на Money in the Bank. Но ещё через неделю на RAW 20 июня было объявлено, что Рипли получила травму и пропустит это Премиум-шоу.
Рипли вернулась на шоу WWE 25 марта, когда на Raw отмечался 20-летний юбилей карьеры Рея Мистерио в WWE. Рипли напала на членов семьи Мистерио, а позже и на самого Рея.
25 июля на эпизоде Raw за кулисами, Рипли вернулась после травмы, помогая Балору и Присту избивать команду Мистериос (Рей и Доминик). На Саммерсламе 30 июля в матче против «Мистериос» она сопровождала Балора и Приста на ринг, которые проиграли из-за вмешательства вернувшегося Эджа. 3 сентября на Clash at the Castle несмотря на вмешательство Рипли, Балор и Прист проиграли Эджу и Рею в командном матче. После матча Доминик хиллтернувшись атаковал Эджа и Рея, и присоединился к Судному дню. 8 октября на Extreme Rules Доминик, Прист и Рипли помогли Балору победить Эджа в матче «Я ухожу». После матча Рипли набросилась на жену Эджа, Бет Феникс, с обвинением в мошенничестве. На Crown Jewel Балор, Прист и Доминик победили O.C. (Стайлз, Люк Гэллоуз и Карл Андерсон) в командном матче из шести человек после вмешательства Рипли. В следующем эпизоде Raw The O.C. представили нового члена группировки вернувшуюся Мию Йим как своё решение противостоять Рипли. Спустя три недели на Survivor Series WarGames, 26 ноября, команда Рипли проиграла команде Мийи после того, когда Бекки Линч удержала Дакоту Кай в матче WarGames. 28 ноября на эпизоде Raw Судный лень победили O.C. в смешанном командном матче из восьми человек, чтобы положить конец их вражде. 19 декабря на эпизоде Raw Рипли вызвала на поединок Акиру Тозаву после того, как он плеснул в лицо напитком Доминику во время командного матча между Балором и Пристом против Street Profits. В итоге Рипли выиграла свой первый межполовой матч против Тозавы.
На Royal Rumble 2023 28 января Рипли появилась на ринге во время мужского матча Royal Rumble, помогая своим товарищам по группировке, избивая Эджа, но получила гарпун от жены Эджа, Бет Феникс. Позже тем же вечером Рипли выиграла женский Royal Rumble матч, устранив последним Лив Морган. Благодаря этой победы Рипли стала четвёртым рестлером (после Шона Майклза, Криса Бенуа и Эджа) и первой женщиной, выигравшей его выходя под первым номером. Также она установила рекорд за самое долгое пребывание на ринге в женском матче Royal Rumble — 1:01:08; но официально было зафиксировано, что Морган продержалась на секунду меньше. На следующем эпизоде Raw после шоу Рипли заявила, что она бросит вызов Шарлотте Флэр за женское чемпионство SmackDown на WrestleMania 39. 18 февраля на Elimination Chamber Рипли и Балор потерпели поражение от Эджа и его жены Бет Феникс в смешанном командном матче.
1 апреля в первый день Рестлмании 39 Рипли победила Флэр и выиграла Женское чемпионство SmackDown. Благодаря этой победе Рипли стала седьмой чемпионкой «Тройной короны» среди женщин и пятой чемпионкой «Большого шлема» среди женщин. Также в возрасте 26 лет последнее достижение сделало её самой молодой чемпионкой «Большого шлема» (вне зависимости от пола) в истории WWE.
На Backlash 6 мая Рипли успешно защитила женский титул чемпионки SmackDown против Зелины Веги. На Night of Champions 27 мая Рипли сохранила титул против Натальи, закончив поединок за 70 секунд. 12 июня в эпизоде Raw женский титул SmackDown был переименован в женский мировой титул, и Рипли был вручен новый чемпионский пояс. 3 июля в эпизоде Raw Рипли снова победила Наталью, сохранив титул. 2 сентября на Payback Рипли помогла Балору и Присту выиграть неоспоримые командные титулы WWE, проведя гарпун Кевину Оуэнсу через баррикаду. Позже той ночью Рипли сохранила свой титул против Ракель Родригес после помощи от Доминика. 11 сентября в эпизоде Raw Рипли победила Родригес в матче-реванше, сохранив титул после вмешательства вернувшейся Наи Джакс, которая напала на Рипли после матча. 4 ноября на Crown Jewel Рипли победила Джакс, Родригес, Зои Старк и Шейну Баслер, которую Рипли удержала, чтобы сохранить свой титул в пятистороннем матче. 25 ноября на Survivor Series WarGames Рипли победила Старк, сохранив свой титул.
1 января 2024 года на RAW Рипли победила Айви Найл, сохранив титул. 24 февраля на Elimination Chamber: Perth в своей родной Австралии Рипли успешно защитила свой титул против Наи Джакс в главном событии. В первую ночь WrestleMania XL 6 апреля Рипли победила Бекки Линч, сохранив титул.

#### Противостояние с Лив Морган (2024)
В эпизоде Raw 8 апреля Рипли подверглась нападению за кулисами со стороны Лив Морган, во время которого Рипли повредила правую руку и была вынуждена отказаться от чемпионства на следующей неделе, закончив свой рейн в 380 дней, сравнявшись с рекордом Бейли как самой долго действующей чемпионки мира среди женщин. Во время отсутствия Рипли сюжетная линия продолжилась, когда Морган начала соблазнять Доминика, который сопротивлялся усилиям Морган, но случайно помог ей выиграть женский титул чемпионки мира против Бекки Линч на King & Queen of the Ring. Морган также начала вмешиваться в матчи Судного дня в своих интересах. После трехмесячного перерыва Рипли вернулась в эпизоде Raw 8 июля, столкнувшись с Морган и Домиником.
На SummerSlam 2024 3 августа Рипли не удалось вернуть себе титул у Морган после вмешательства Доминика, что принесло Рипли первое поражение с мая 2022 года. После матча Доминик поцеловал Морган. В следующем эпизоде Raw Балор официально выгнал Приста и Рипли из группы, а затем представил «новый» Судный день, состоящий из него самого, Доминика, Джей Ди МакДоны, Карлито и Морган. Позже той ночью, во время матча Приста против МакДоны, Прист попал в засаду Балора и остальных участников Судного дня, отбившись от атаки с помощью Реи Рипли. На Bash in Berlin 31 августа Рипли и Прист победили Мистерио и Морган, несмотря на вмешательство Судного дня. На Bad Blood 5 октября Рипли победила Морган по дисквалификации после того, как на Рипли напала вернувшаяся Ракель Родригес.
В эпизоде NXT 29 октября Рипли подверглась нападению Морган и Родригес на парковке WWE Performance Center. Сообщалось, что это было сделано, чтобы убрать Рипли с телевидения из-за реальной травмы орбитальной кости, полученной на предыдущей неделе; травма была объявлена WWE на следующий день и приписана в сюжетной линии к нападению. В эпизоде Raw 18 ноября Рипли неожиданно вернулась, бросив вызов Лив Морган на матч на WarGames. На Survivor Series WarGames 30 ноября Рипли, Бьянка Белэр, Бейли, Ийо Скай и Наоми победили Морган, Родригес, Наю Джакс, Тиффани Стрэттон и Кэндис ЛеРей в матче WarGames, где Рипли удержала Морган.
На премьере Raw на Netflix 6 января 2025 года Рипли победила Морган и во второй раз выиграла женский титул чемпионки мира, несмотря на вмешательство Доминика и Родригеса, положив конец их вражде. На главном событии Saturday Night 25 января Рипли победила Джакс и сохранила титул. В эпизоде Raw 3 марта Рипли проиграла титул Ийо Скай после того, как её отвлекла победительница матча Elimination Chamber Бьянка Белэр, положив конец её второму владению титулом через 56 дней.

## Личная жизнь
Беннетт упоминала, что в работе в WWE её вдохновляет пример Миза. Помимо реслинга, Беннетт также обучается и/или практикует плавание, карате, регби, нетбол и футбол. Она является поклонницей футбольного клуба «Аделаида Юнайтед».
В октябре 2019 года рассказала, что встречается с рестлером Деметри Джексоном.
1 мая 2022 года Беннетт в соцсетях подтвердила факт отношений с рестлером Бадди Мэтьюзом. В июле 2024 года пара официально поженилась.

## Другие медиа
Также в видеоигре WWE 2K20 она дебютировала качестве играбельного персонажа, а позже в WWE 2K Battlegrounds, WWE 2K22 и WWE 2K23, WWE 2K24 и WWE 2K25.

## Титулы и достижения
- CBS Sports
  - Прорыв года (2019)[116]
- ESPN
  - Женщина-рестлер года (2023)
  - № 2 в топ 30 лучших рестлеров до 30 лет
- Pro Wrestling Illustrated
  - № 1 в топ 250 женщин-рестлеров в рейтинге PWI Women’s 250 в 2023[117]
  - Группировка года (2023) — «Судный день»
  - Матч года (2023) пр. Шарлотт Флэр на WrestleMania 39
  - Женщина года (2023)
- Riot City Wrestling
  - Женская чемпионка RCW (2 раза)
- Sports Illustrated
  - Ставит её под № 7 в топе из 10 женщин рестлеров в 2019[118]
  - Ставит её под № 2 в топе из 10 рестлеров в 2023[118]
- WWE
  - Чемпион NXT среди женщин (1 раз)[119]
  - Чемпион WWE Raw среди женщин (1 раз)[120]
  - Чемпион мира среди женщин (2 раза)[120]
  - Чемпион NXT UK среди женщин (1 раз)[121]
  - Чемпион WWE SmackDown среди женщин / Чемпион мира среди женщин (1 раз, действующая)
  - Победительница турнира за чемпионство NXT UK среди женщин (2018)
  - Командная чемпионка WWE среди женщин (1 раз) — с Никки П.С.Г.[122]
  - Победительница женской «Королевской битвы» (2023)[1]
  - Седьмая женская чемпионка «Тройной короны»
  - Пятый женский чемпион Большого шлема
- Wrestling Observer Newsletter
  - Самая ценная женщина-рестлер (2023)[123]